# Chlosyne gabbii
Espèce
Chlosyne gabbii est un insecte lépidoptère de la famille des Nymphalidae de la sous-famille des Nymphalinae et du genre Chlosyne.

## Dénomination
Chlosyne gabbii a été nommée par Hans Hermann Behr en 1863.
Synonymes : Melitaea gabbii Behr, 1863; Lemonias gabbii ; Dyar, 1903.

### Sous-espèces
- Chlosyne gabbii gabii
- Chlosyne gabbii atrifasciata Emmel et Mattoon, 1998[1].

### Noms vernaculaires
Chlosyne gabbii se nomme en anglais Gabb's Checkerspot .

## Description
Chlosyne gabbii est un papillon orné de lignes parallèles de damiers jaune pâle à rouge orangé. Le revers des antérieures est à damiers jaune orange, celui des postériures est orné de lignes de taches blanches cernées de marron sur un fond orange.
C'est un papillon de taille moyenne (son envergure varie entre 32 et 45 mm.

## Biologie

### Période de vol et hivernation
Il vole de mai à juillet en une seule génération.
Chlosyne gabbii hiberne au troisième stade de chenille.

### Plantes hôtes
Les plantes hôtes de la chenille sont Heterotheca grandiflora et Haplopappus squarrosus.

## Écologie et distribution
Il est présent uniquement en Californie sur la côte ouest de l'Amérique du Nord.

### Biotope
Il est présent dans les canyons.

### Protection
Pas de statut de protection particulier.